# Municipio de Highland (condado de Charles Mix)
El municipio de Highland (en inglés: Highland Township) es un municipio ubicado en el condado de Charles Mix en el estado estadounidense de Dakota del Sur. En el año 2010 tenía una población de 456 habitantes y una densidad poblacional de 4,82 personas por km².

## Geografía
El municipio de Highland se encuentra ubicado en las coordenadas 43°2′17″N 98°24′28″O / 43.03806, -98.40778. Según la Oficina del Censo de los Estados Unidos, el municipio tiene una superficie total de 94.59 km², de la cual 94,59 km² corresponden a tierra firme y (0 %) 0 km² es agua.

## Demografía
Según el censo de 2010, había 456 personas residiendo en el municipio de Highland. La densidad de población era de 4,82 hab./km². De los 456 habitantes, el municipio de Highland estaba compuesto por el 19,3 % blancos, el 78,95 % eran amerindios y el 1,75 % eran de una mezcla de razas. Del total de la población el 1,54 % eran hispanos o latinos de cualquier raza.